# Рен, Персиваль
Персиваль Кристофер Рен (англ. Percival Christopher Wren, 1 ноября 1885, Детфорд — 22 ноября 1941, Эмберли) — английский писатель, автор приключенческих романов.

## Биография
Родился в семье школьного учителя. Окончил Колледж святой Катерины для бедных студентов при Оксфордском университете, где получил степень магистра искусств. После окончания учёбы работал учителем и журналистом, с 1903 года жил в Британской Индии, где стал директором средней школы в Карачи. В колонии он прожил несколько лет, с 1903 по 1907 год совмещая преподавание с работой в образовательной инспекции по Синду. В первой половине 1910-х годов, по его собственным словам, служил во французском Иностранном легионе в Северной Африке. Во время Первой мировой войны он с декабря 1914 по февраль 1915 года служил офицером в индийских частях в Восточной Африке, но затем по причине ухудшившегося здоровья был демобилизован, в октябре того же года вернулся к преподавательской деятельности. В ноябре 1917 года оставил гражданскую службу в Индии и переехал в Лондон, где провёл остаток жизни.
Творческое наследие Рена включает несколько романов и множество рассказов и повестей, большинство из которых так или иначе связаны с Иностранным легионом, сочетающие в себе юмор с романтическим идеализмом и жестоким реализмом, показывающие многообразие человеческих характеров. Наибольший известность ему принесли приключенческие романы, особенно роман Beau Geste (1924), два продолжения которого, Beau Sabreur (1926) и Beau Ideal (1928), образовали своего рода трилогию об Иностранном легионе.
На русском языке роман Beau Geste издавался под названиями «Похороны викинга», «Могила викинга», «Три брата».